# Matundua silvatica
Genre
Espèce
Synonymes
- Auximus silvaticus Purcell, 1904

Matundua silvatica, unique représentant du genre Matundua, est une espèce d'araignées aranéomorphes de la famille des Phyxelididae.

## Distribution
Cette espèce est endémique du Cap-Occidental en Afrique du Sud,. Elle se rencontre le long de la côte à Eden.

## Description
Le mâle décrit par Griswold en 1990 mesure 10,00 mm et la femelle 13,38 mm, les femelles mesurent de 10,88 à 15,00 mm.

## Publications originales
- Purcell, 1904 : Descriptions of new genera and species of South African spiders. Transactions of the South African Philosophical Society, vol. 15, p. 115-173 (texte intégral).
- Lehtinen, 1967 : Classification of the cribellate spiders and some allied families, with notes on the evolution of the suborder Araneomorpha. Annales Zoologici Fennici, vol. 4, p. 199-468.